# توماس مورس ایکس‌پی-۱۳
توماس مورس ایکس‌پی-۱۳ (به انگلیسی: Thomas-Morse_XP-13_Viper) یک هواگرد ملخ‌پیشین تک‌موتوره از نوع جنگنده ساخت شرکت Thomas-Morse است. این هواگرد در سال ژوئن ۱۹۲۹ میلادی رسماً معرفی گردید. در مجموع، تعداد ۱ فروند از این هواگرد ساخته شده‌است.
طراح این هواگرد، B. Douglas Thomas بود.